# Alena Kovačková
Alena Kovačková (* 13. Juni 2008 in Trutnov) ist eine tschechische Tennisspielerin, deren zwei Jahre jüngere Schwester Jana ebenfalls Tennis spielt.

## Karriere
Kovačková begann bereits im Alter von drei Jahren mit dem Tennis, bevorzugt Sandplätze und spielt bei TK Sparta Prag. Bereits als Nummer eins der U14-Juniorinnen in Europa feierte sie große Erfolge, wie den Gewinn des Junior Masters 2022 der U16 in Monte Carlo und weiterer Einzel- und Doppeltitel auf der ITF Junior Tour. Am Jahresende gewann sie als erste Spielerin den Titel "Player of the Year" der U14 und U16 von Tennis Europe im selben Jahr. Außerdem nahm sie 2021 und 2022 am Les Petits As teil.
2023 startete sie bei den French Open, wo sie im Juniorinneneinzel in der ersten Runde gegen Sol Ailin Larraya Guidi mit 6:4 und 7:5 gewann, in der zeiten Runde dann aber gegen die spätere Finalistin Lucciana Pérez Alarcón mit 3:6 und 1:6 verlor. Im Juniorinnendoppel erreichte sie mit Partnerin Laura Samsonová das Achtelfinale. Mitte Juli verlor sie in Wimbledon im Juniorinneneinzel bereits in der ersten Runde gegen Rebecca Munk Mortensen mit 2:6 und 3:6. Im Juniorinnendoppel gewann sie an der Seite von Samsonová den Titel gegen Hannah Klugman/Isabelle Lacy mit 6:4 und 7:5. Im September bei den US Open erreichte sie im Juniorinneneinzel mit einem 75 und 6:2 gegen Mara Gae die zweite Runde, wo sie dann aber gegen Zuzanna Pawlikowska mit 6:74 und 3:6 verlor. Im Juniorinnendoppel erreichte sie an der Seite von Samsonová das Viertelfinale.
2024 erreichte sie bei den Australian Open im Juniorinneneinzel als an Position sieben gesetzte Spielerin mit einem 6:2 und 6:3 Erstrundensieg gegen Luna Maria Cinalli die zweite Runde, wo sie dann gegen Lea Nilsson mit 4:6, 6:1 und 4:6 verlor. Im Juniorinnendoppel verlor sie mit Partnerin Ksenia Efremova bereits in der ersten Runde gegen Maya Joint und Kristiana Sidorowa mit 6:4, 4:6 und [3:10].

## Turniersiege

### Doppel
| Nr. | Datum           | Turnier           | Kategorie | Belag     | Partnerin       | Finalgegnerinnen                  | Ergebnis         |
| --- | --------------- | ----------------- | --------- | --------- | --------------- | --------------------------------- | ---------------- |
| 1.  | 3. August 2024  | Rogaška Slatina   | ITF W15   | Sand      | Joy de Zeeuw    | Anika Jašková Karolína Vlčková    | 4:6, 6:4, [10:7] |
| 2.  | 10. August 2024 | Slovenske Konjice | ITF W15   | Sand      | Julie Paštiková | Petja Drame Tara Gorinšek         | 6:2, 6:3         |
| 3.  | 19. April 2025  | Antalya           | ITF W15   | Sand      | Jana Kovačková  | Stefania Bojica Linda Ševčíková   | 5:7, 6:4, [10:4] |
| 4.  | 14. Juni 2025   | Česká Lípa        | ITF W75   | Sand      | Ivana Šebestová | Lija Karatantschewa Aneta Kučmová | 1:6, 7:5, [10:5] |
| 5.  | 16. August 2025 | Monastir          | ITF W15   | Hartplatz | Jana Kovačková  | Iwa Iwanowa Jeline Vandromme      | 7:5, 6:2         |

## Abschneiden bei Grand-Slam-Turnieren

### Juniorinneneinzel
| Turnier         | 2023 | 2024 | 2025 | Karriere |
| --------------- | ---- | ---- | ---- | -------- |
| Australian Open | —    | 2    | AF   | AF       |
| French Open     | 2    | 2    | AF   | AF       |
| Wimbledon       | 1    | 1    | 2    | 2        |
| US Open         | 2    | 2    |      | 2        |

Zeichenerklärung: S = Turniersieg; F, HF, VF, AF = Einzug ins Finale / Halbfinale / Viertelfinale / Achtelfinale; 1, 2, 3 = Ausscheiden in der 1. / 2. / 3. Hauptrunde; nicht ausgetragen

### Juniorinnendoppel
| Turnier         | 2023 | 2024 | 2025 | Karriere |
| --------------- | ---- | ---- | ---- | -------- |
| Australian Open | —    | 1    | HF   | HF       |
| French Open     | AF   | HF   | F    | F        |
| Wimbledon       | S    | VF   | HF   | S        |
| US Open         | VF   | 1    |      | VF       |